# Flores (vulkaan)
De Flores is een stratovulkaan in een vulkaanveld in het departement Jutiapa in Guatemala. De berg ligt ongeveer tien kilometer ten westen van de stad Jutiapa en is ongeveer 1600 meter hoog.
Het vulkaanveld bestaat uit verschillende kleine vulkanen, waarvan de Flores de prominentste is.
Twintig kilometer naar het noordoosten bevinden zich de caldera Retana en de vulkaan Tahual.